# Guvernoratul Aqaba
Aqaba (arabă: محافظة العقبة) este unul dintre guvernoratele Iordaniei și se află la sud de capitala statului, Amman. Capitala acestui guvernorat este orașul Aqaba, care are ieșire la golful Akaba.